# Japan Open Tennis Championships 1982
Відкритий чемпіонат Японії з тенісу 1982 - чоловічий і жіночий тенісний турнір, що проходив на відкритих кортах з твердим покриттям у Токіо (Японія). Належав до Avon Championships World Championship Series 1982 і Volvo Grand Prix 1982. Тривав з 18 жовтня до 24 жовтня 1982 року. Джиммі Аріес і Лаура Аррая здобули титул в одиночному розряді.

## Фінальна частина

### Одиночний розряд, чоловіки
Джиммі Аріес —  Домінік Бедель 6–2, 2–6, 6–4
- Для Аріеса це був 1-й титул в одиночному розряді за кар'єру.

### Одиночний розряд, жінки
Лаура Аррая —  Пілар Васкес 3–6, 6–4, 6–0
- Для Арраї це був 1-й титул в одиночному розряді за кар'єру.

### Парний розряд, чоловіки
Ферді Тейган /  Шервуд Стюарт —  Тім Галліксон /  Том Галліксон 6–1, 3–6, 7–6

### Парний розряд, жінки
Лора Дюпонт /  Барбара Джордан —  Сато Наоко /  Бренда Ремілтон 6–2, 6–7, 6–1
- Для Дюпонт це був перший титул в парному розряді за сезон і 4-й — за кар'єру. Для Джордан це був 1-й титул в парному розряді за кар'єру.